# Пенн Тауншип (округ Беркс, Пенсільванія)
Пенн Тауншип (англ. Penn Township) — селище (англ. township) в США, в окрузі Беркс штату Пенсільванія. Населення — 2122 особи (2020).

## Демографія
Згідно з переписом 2010 року, у селищі мешкало 1949 осіб у 742 домогосподарствах у складі 585 родин. Було 779 помешкань
Расовий склад населення:
| - 95,9 % — білих - 1,2 % — чорних або афроамериканців - 0,4 % — азіатів - 0,3 % — корінних американців - 1,5 % — осіб інших рас |

До двох чи більше рас належало 0,8 %. Частка іспаномовних становила 4,9 % від усіх жителів.
За віковим діапазоном населення розподілялося таким чином: 19,2 % — особи молодші 18 років, 66,9 % — особи у віці 18—64 років, 13,9 % — особи у віці 65 років та старші. Медіана віку мешканця становила 47,2 року. На 100 осіб жіночої статі у селищі припадало 107,3 чоловіків;  на 100 жінок у віці від 18 років та старших — 109,7 чоловіків також старших 18 років.
Середній дохід на одне домашнє господарство  становив 81 702 долари США (медіана — 72 885), а середній дохід на одну сім'ю — 88 266 доларів (медіана — 77 857). Медіана доходів становила 54 886 доларів для чоловіків та 32 182 долари для жінок. За межею бідності перебувало 5,3 % осіб, у тому числі 5,0 % дітей у віці до 18 років та 5,6 % осіб у віці 65 років та старших.
Цивільне працевлаштоване населення становило 1126 осіб. Основні галузі зайнятості: виробництво — 20,9 %, освіта, охорона здоров'я та соціальна допомога — 20,7 %, роздрібна торгівля — 10,7 %, науковці, спеціалісти, менеджери — 9,5 %.